# Gesperrte Websites in der Volksrepublik China
Im September 2015 waren in der Volksrepublik China durch die Cyberspace-Verwaltungsbehörde aufgrund der Internet-Zensur rund 3.000 Websites blockiert, was Internet-Nutzer daran hindert, auf betroffene Websites zuzugreifen. Die Great Firewall of China beschäftigte bereits im Jahre 2008 schätzungsweise 30.000 Staatsangestellte, die täglich Websites sichten und bewerten und eventuell sperren. Es wird angenommen, dass sich die Zahl dieser Zensoren bis heute deutlich erhöht hat. Auch die Technik wurde verstärkt. Eine Liste der gesperrten Seiten wird von der chinesischen Regierung nicht zur Verfügung gestellt. Wer wissen möchte, ob eine bestimmte Website blockiert ist, kann mittels frei verfügbaren webbasierten Diensten wie greatfirewallofchina.org, WebSitePulse.com, GreatFire.org, blockedinchina.net und anderen selber eine URL-Überprüfung durchführen. Solche Dienste sind manchen ein Dorn im Auge, GreatFire.org zum Beispiel wurde am 19. März 2015 durch einen DDOS-Angriff kurzzeitig lahmgelegt; sie registrierten 2,6 Milliarden Anfragen pro Stunde, was auf einen professionellen Angriff schließen lässt.
Die unten aufgeführte Liste der namhaftesten solcher blockierten Websites gilt nicht für die Sonderverwaltungszonen Hongkong und Macau, wo die meisten chinesischen Gesetze nicht gelten. Es ist zu beachten, dass viele der aufgeführten Websites gelegentlich oder sogar regelmäßig verfügbar sein können, abhängig von der Zugangsstelle oder aktuellen Ereignissen.
Wer in China mit einer deutschen SIM-Karte in einem Smartphone unterwegs ist, ist zeitweise von Beschränkungen betroffen.

## Liste von wichtigen Websites, die in der Volksrepublik China gesperrt sind
| Alexa Ranking | Website                               | Domain                | URL                           | Kategorie                | Sprache                       | Zeitdauer der Sperrung                                   | Aktueller Status |
| ------------- | ------------------------------------- | --------------------- | ----------------------------- | ------------------------ | ----------------------------- | -------------------------------------------------------- | ---------------- |
| 1             | Google                                | google.com            | google.com                    | Suchmaschine             | Englisch                      | 2014, Mai (oder früher) bis heute                        | gesperrt         |
| 1             | Gmail                                 | google.com            | mail.google.com               | E-Mail-Anbieter          | Englisch                      | 2014, September (oder früher) bis heute                  | gesperrt         |
| 1             | Google Maps                           | google.com            | maps.google.com               | Kartendienst             | Englisch                      | 2014, Mai (oder früher) bis heute                        | gesperrt         |
| 1             | Google Docs                           | google.com            | docs.google.com               | Filehosting              | Englisch                      | 2011, Mai (oder früher) bis heute                        | gesperrt         |
| 1             | Google Encrypted                      | google.com            | encrypted.google.com          | Suchmaschine             | Englisch                      | 2011, März (oder früher) bis heute                       | gesperrt         |
| 1             | Google Plus                           | google.com            | plus.google.com               | Soziales Netzwerk        | Englisch                      | 2011, Juli bis heute                                     | gesperrt         |
| 1             | Google Sites                          | google.com            | sites.google.com              | Webhosting               | Englisch                      | 2011, März (oder früher) bis heute                       | gesperrt         |
| 2             | YouTube                               | youtube.com           | www.youtube.com               | Videoportal              | Englisch                      | 2009, März bis heute                                     | gesperrt         |
| 3             | Facebook                              | facebook.com          | www.facebook.com              | Soziales Netzwerk        | Englisch                      | 2008, Juli bis heute                                     | gesperrt         |
| 5             | Mobile Wikipedia                      | wikipedia.org         | mobile.wikipedia.org          | Enzyklopädie             | Englisch                      | 2011, Mai (oder früher) bis heute                        | gesperrt         |
| 5             | Chinese Wikipedia                     | wikipedia.org         | zh.wikipedia.org              | Enzyklopädie             | Chinesisch                    | 2015, 19. Mai bis heute                                  | gesperrt         |
| 6             | Yahoo! Taiwan                         | yahoo.com             | tw.yahoo.com                  | Portal                   | Chinesisch                    | 2011, Mai (oder früher) bis 2014, Jan                    | nicht gesperrt   |
| 6             | Yahoo! Hong Kong                      | yahoo.com             | hk.yahoo.com                  | Portal                   | Chinesisch                    | 2011, März (oder früher) bis 2014, Jan                   | nicht gesperrt   |
| 13            | X (Ehemals Twitter)                   | x.com                 | x.com                         | Soziales Netzwerk        | Englisch                      | 2009, Juni bis heute                                     | gesperrt         |
| 16            | Google Japan                          | google.co.jp          | google.co.jp                  | Suchmaschine             | Japanisch                     | 2012, 15.–17. Juni                                       | gesperrt         |
| 17            | Instagram                             | instagram.com         | instagram.com                 | Soziales Netzwerk        | Englisch                      | Sept 19, 2014 bis heute                                  | gesperrt         |
| 35            | Pornhub                               | pornhub.com           | www.pornhub.com               | Pornografie              | Englisch                      | 2012, Mai bis 2016, April                                | gesperrt         |
| 36            | t.co                                  | t.co                  | t.co                          | Andere                   | Englisch                      | 2011, Mai (oder früher) bis 2012                         | gesperrt         |
| 37            | Yahoo! Japan                          | yahoo.co.jp           | yahoo.co.jp                   | Portal                   | Japanisch                     | 2012, 15.–17. Juni                                       | nicht gesperrt   |
| 43            | XVideos                               | xvideos.com           | www.xvideos.com               | Pornografie              | Englisch                      | 2011, März (oder früher) bis heute                       | gesperrt         |
| 53            | ChatGPT                               | chat.com              | chatgpt.com                   | KI-Chatbot               | Englisch                      | 2021, Mai (oder früher) bis heute                        | gesperrt         |
| 56            | Tumblr                                | tumblr.com            | tumblr.com                    | Online-Community         | Englisch                      | Mai 25th,2016 bis heute                                  | gesperrt         |
| 63            | Blogspot                              | blogspot.com          | blogspot.com                  | Blog-Dienst              | Englisch                      | 2009, Mai bis heute                                      | gesperrt         |
| 64            | Amazon Japan                          | amazon.co.jp          | amazon.co.jp                  | Onlineshop               | Japanisch                     | 2012, 15.–17. Juni                                       | nicht gesperrt   |
| 71            | GitHub                                | github.com            | www.github.com                | Filehosting              | Englisch                      | 2016, Aug (oder früher) bis 2016, November (oder früher) | nicht gesperrt   |
| 76            | xHamster                              | xhamster.com          | www.xhamster.com              | Pornografie              | Englisch                      | 2011, März (oder früher) bis 2012                        | gesperrt         |
| 77            | Pinterest                             | pinterest.com         | pinterest.com                 | Soziales Netzwerk        | Englisch                      | 2017, März bis heute                                     | gesperrt         |
| 89            | Dropbox                               | dropbox.com           | www.dropbox.com               | Filehosting              | Englisch                      | 2014, Juni (oder früher) bis heute                       | gesperrt         |
| 95            | Nico Video                            | nicovideo.jp          | nicovideo.jp                  | Videoportal              | Japanisch                     | Unbekannt bis unbekannt                                  | nicht gesperrt   |
| 101           | BBC                                   | bbc.co.uk             | bbc.co.uk                     | Nachrichten              | Englisch                      | Oktober 2014 bis heute                                   | gesperrt         |
| 103           | The Pirate Bay                        | thepiratebay.org      | thepiratebay.org              | Downloadportal           | Englisch                      | 2012, Februar (oder früher)                              | gesperrt         |
| 108           | SoundCloud                            | soundcloud.com        | www.soundcloud.com            | Musikdienst              | Englisch                      | September 2013 bis heute                                 | gesperrt         |
| 109           | The New York Times                    | nytimes.com           | nytimes.com                   | Nachrichten              | Englisch                      | 2012 bis heute                                           | gesperrt         |
| 110           | Rakuten Market                        | rakuten.co.jp         | rakuten.co.jp                 | Onlineshop               | Japanisch                     | 2012, 15.–17. Juni, September ?? bis heute               | gesperrt         |
| 127           | Vimeo                                 | vimeo.com             | www.vimeo.com                 | Videoportal              | Englisch                      | 2009, Oktober bis 2015, Sept                             | gesperrt         |
| 142           | Dailymotion                           | dailymotion.com       | dailymotion.com               | Videoportal              | Englisch                      | Unbekannt bis heute                                      | gesperrt         |
| 143           | FC2                                   | fc2.com               | www.fc2.com                   | Blog                     | Japanisch                     | 2011, März (oder früher) bis 2012                        | gesperrt         |
| 165           | SlideShare                            | slideshare.net        | slideshare.net                | Filehosting              | Englisch                      | unbekannt bis heute, Nov. 2015                           | gesperrt         |
| 222           | Scribd                                | scribd.com            | scribd.com                    | Tauschplattform          | Englisch                      | 2011, Februar (oder früher) bis unbekannt                | gesperrt         |
| 235           | Mega                                  | mega.nz               | mega.nz                       | Filehosting              | Englisch                      | unbekannt bis heute                                      | gesperrt         |
| 299           | Internet Archive                      | archive.org           | www.archive.org               | Digitale Bibliothek      | Englisch                      | 2011, April (oder früher) bis 2012                       | gesperrt         |
| 332           | DuckDuckGo                            | duckduckgo.com        | duckduckgo.com                | Suchmaschine             | Englisch                      | September 2014 bis heute                                 | gesperrt         |
| 361           | Flickr                                | flickr.com            | flickr.com                    | Filehosting              | Englisch                      | unbekannt bis heute, Oktober 2014                        | gesperrt         |
| 449           | Bloomberg                             | bloomberg.com         | bloomberg.com                 | Nachrichten              | Englisch                      | 2012 bis heute                                           | gesperrt         |
| 462           | The Independent                       | independent.co.uk     | independent.co.uk             | Nachrichten              | Englisch                      | 2012 bis heute                                           | gesperrt         |
| 467           | The Epoch Times                       | theepochtimes.com     | www.theepochtimes.com         | Nachrichten              | Englisch                      | 2003 bis heute                                           | gesperrt         |
| 553           | Wall Street Journal                   | wsj.com               | wsj.com                       | Nachrichten              | Englisch                      | unbekannt bis heute                                      | gesperrt         |
| 595           | The Epoch Times (Chinesische Ausgabe) | epochtimes.com        | www.epochtimes.com            | Nachrichten              | Chinesisch                    | 1999 bis heute                                           | gesperrt         |
| 605           | Reuters                               | reuters.com           | reuters.com                   | Nachrichten              | Englisch                      | März 25. 2015 bis heute                                  | gesperrt         |
| 691           | Le Monde                              | lemonde.fr            | www.lemonde.fr                | Nachrichten              | Französisch                   | unbekannt bis heute                                      | gesperrt         |
| 729           | Disqus                                | disqus.com            | disqus.com                    | Online-Community         | Englisch                      | unbekannt bis heute                                      | gesperrt         |
| 751           | TIME                                  | time.com              | time.com                      | Nachrichten              | Englisch                      | Artikel über Xi Jinping                                  | gesperrt         |
| 786           | Badoo                                 | badoo.com             | badoo.com                     | Online-Community         | International                 | unbekannt bis heute, Februar 2015                        | nicht gesperrt   |
| 952           | DrTuber                               | drtuber.com           | www.drtuber.com               | Pornografie              | Englisch                      | 2011, April bis 2012                                     | gesperrt         |
| 1.030         | NASA Jet Propulsion Laboratory (JPL)  | jpl.nasa.gov          | jpl.nasa.gov                  | Raumfahrteinrichtung     | Englisch                      | Unbekannt bis Oktober 2018(?)                            | nicht gesperrt   |
| 1.418         | XING                                  | xing.com              | www.xing.com                  | Soziales Netzwerk        | Deutsch                       | 2011, April (oder früher) bis 2012                       | nicht gesperrt   |
| 1.422         | Nikkei BP Japan                       | nikkeibp.co.jp        | nikkeibp.co.jp                | Nachrichten              | Japanisch                     | 2012, 15.–17. Juni                                       | nicht gesperrt   |
| 1.627         | Plurk                                 | plurk.com             | www.plurk.com                 | Soziales Netzwerk        | Englisch                      | 2009, April bis 2012                                     | nicht gesperrt   |
| 1.708         | Norsk rikskringkasting                | nrk.no                | www.nrk.no                    | Nachrichten              | Norwegisch                    | 2011, Mai (oder früher)                                  | gesperrt         |
| 1.811         | Excite (Japan)                        | excite.co.jp          | excite.co.jp                  | Portal                   | Japanisch                     | 2012, 15. Juni bis 17. Juni, September ?? - 18           | nicht gesperrt   |
| 1.949         | Yomiuri News                          | yomiuri.co.jp         | yomiuri.co.jp                 | Nachrichten              | Japanisch                     | 2012, 15.–17. Juni                                       | nicht gesperrt   |
| 2.228         | The Economist                         | economist.com         | economist.com                 | Nachrichten              | Englisch                      | Artikel über Xi Jinping                                  | gesperrt         |
| 3.233         | New Tang Dynasty Television           | ntdtv.com             | www.ntdtv.com                 | Nachrichten              | Chinesisch                    | 1999, Juni (oder früher) bis unbekannt                   | nicht gesperrt   |
| 3.742         | Radio Free Asia                       | rfa.org               | rfa.org                       | Hörfunksender            | Englisch                      | unbekannt bis heute                                      | gesperrt         |
| 4.698         | Bigcommerce                           | bigcommerce.com       | *.bigcommerce.com             | E-Commerce               | Englisch                      | unbekannt bis heute                                      | gesperrt         |
| 4.816         | SBS Radio                             | sbs.com.au            | www.sbs.com.au                | Hörfunksender            | Chinesisch                    | Unbekannt bis heute, November 2013                       | gesperrt         |
| 4.952         | Mendeley                              | mendeley.com          | mendeley.com                  | Online-Community         | Englisch                      | Unbekannt bis heute, Dez. 2014                           | gesperrt         |
| 5.180         | Ustream.tv                            | ustream.tv            | www.ustream.tv                | Internetfernsehen        | Englisch                      | 2011, April (oder früher) bis 2012                       | nicht gesperrt   |
| 5.245         | Sponichi News                         | sponichi.co.jp        | sponichi.co.jp                | Nachrichten              | Japanisch                     | 2012, 15.–17. Juni                                       | nicht gesperrt   |
| 5.682         | Minghui                               | minghui.org           | www.minghui.org               | geistig                  | Chinesisch                    | 1999, Juni (oder früher) bis 2017                        | gesperrt         |
| 7.236         | Norddeutscher Rundfunk                | ndr.de                | www.ndr.de                    | Landesrundfunkanstalt    | Deutsch                       | unbekannt bis heute                                      | gesperrt         |
| 8.248         | PBworks                               | pbworks.com           | pbworks.com                   | Kollaboratives Schreiben | Englisch                      | 2011, Januar bis 2012                                    | nicht gesperrt   |
| 11.681        | Sony Japan                            | sony.co.jp            | Sony.co.jp                    | Unternehmen              | Japanisch                     | 2012, 15.–17. Juni                                       | nicht gesperrt   |
| 13.068        | hardsextube                           | hardsextube.com       | www.hardsextube.com           | Pornografie              | Englisch                      | 2011, April bis 2012                                     | gesperrt         |
| 14.568        | Periscope                             | periscope.tv          | periscope.tv                  | Videoportal              | Englisch                      | Mai 2017 bis heute                                       | gesperrt         |
| 16.180        | Gab.ai                                | gab.ai                | www.gab.ai                    | Soziales Netzwerk        | Englisch                      | unbekannt bis heute                                      | nicht gesperrt   |
| 18.318        | WikiLeaks                             | wikileaks.org         | wikileaks.org                 | NGO                      | Englisch                      | 2011, Mai (oder früher) bis 2012                         | gesperrt         |
| 18.819        | OpenVPN                               | openvpn.net           | www.openvpn.net               | VPN                      | Englisch                      | 2011, Juni (oder früher) bis 2012                        | nicht gesperrt   |
| 19.975        | Boxun                                 | boxun.com             | boxun.com                     | Nachrichten              | Chinesisch                    | 2011, Mai (oder früher) bis heute                        | gesperrt         |
| 24.589        | Purevpn                               | purevpn.com           | www.purevpn.com               | VPN                      | Englisch                      | 2007, Dezember bis heute                                 | gesperrt         |
| 25.917        | Amnesty International                 | amnesty.org           | amnesty.org                   | NGO                      | Englisch                      | 2011, Mai (oder früher) bis 2012                         | nicht gesperrt   |
| 26.108        | LazyGirls                             | lazygirls.info        | lazygirls.info                | Entertainment            | Englisch                      | 2011 or 2013 bis heute                                   | gesperrt         |
| 35.725        | Falun Dafa                            | falundafa.org         | www.falundafa.org             | geistig                  | Multilingual                  | 1999, Juni (oder früher) bis 2017                        | gesperrt         |
| 41.750        | Sony Music Entertainment Japan        | sonymusic.co.jp       | sonymusic.co.jp               | Musiklabel               | Japanisch                     | 2012, 15.–17. Juni                                       | nicht gesperrt   |
| 50.580        | AllMovie                              | allmovie.com          | www.allmovie.com              | Onlinedatenbank          | Englisch                      | Unbekannt bis heute, November 2013                       | gesperrt         |
| 55.512        | Instafreebie                          | instafreebie.com      | instafreebie.com              | Publikation              | Englisch                      | unbekannt bis heute                                      | gesperrt         |
| 89.675        | GreatFire                             | greatfire.org         | greatfire.org                 | Great Firewall-Testseite | Englisch                      | unbekannt bis heute                                      | gesperrt         |
| 101.674       | Strong VPN                            | strongvpn.com         | www.strongvpn.com             | VPN                      | Englisch                      | 2011, Juni bis heute (teilweise gesperrt)                | gesperrt         |
| 122.725       | Reporters Without Borders             | rsf.org               | www.rsf.org                   | NGO                      | Englisch                      | 2011, April (oder früher) bis 2012                       | gesperrt         |
| 166.512       | Radio Australia                       | radioaustralia.net.au | www.radioaustralia.net.au     | Hörfunksender            | Chinesisch                    | Dezember 2012 bis heute, November 2013                   | gesperrt         |
| 349.541       | Twister                               | twister.net.co        | twister.net.co                | Soziales Netzwerk        | Englisch                      | 2014, August bis heute                                   | gesperrt         |
| 352.614       | UrbanSurvival Blog                    | urbansurvival.com     | www.urbansurvival.com         | Blog                     | Englisch                      | 2013, 2. April (oder früher)                             | gesperrt         |
| 358.220       | Tibet Post                            | thetibetpost.com      | thetibetpost.com              | Nachrichten              | Englisch, Chinesisch, Tibetan | 2010, März (oder früher) bis 2012                        | nicht gesperrt   |
| 397.196       | Culture Unplugged Film Festival       | cultureunplugged.com  | festival.cultureunplugged.com | Event                    | Englisch                      | 2013, Januar (oder früher) bis heute                     | gesperrt         |
| 1.200.079     | Australia Tibet Council               | waselpro.com          | waselpro.com                  | NGO                      | Englisch                      | Unbekannt bis heute, September 2014                      | gesperrt         |
| 3.527.766     | VPN Coupons                           | vpncoupons.com        | www.vpncoupons.com            | VPN                      | Englisch                      | 2012, Dezember (oder früher) bis 2012                    | gesperrt         |
| 15.273.239    | Viet-Nam California Radio (KALI-FM)   | radiovncr.com         | www.radiovncr.com             | Hörfunksender            | Vietnamese/Englisch           | Unbekannt bis heute, November 2013                       | gesperrt         |
| unbekannt     | Google APIs                           | google.com            | *.googleapis.com              | Andere                   | Englisch                      | 2014, September (oder früher) bis heute                  | gesperrt         |
| unbekannt     | Google Appspot                        | appspot.com           | appspot.com                   | Cloud Computing          | Englisch                      | Unbekannt bis unbekannt                                  | gesperrt         |
| unbekannt     | ElephantVPN                           | elephantvpn.com       | www.elephantvpn.com           | VPN                      | Englisch                      | 2013, Dezember (oder früher) bis heute                   | gesperrt         |

Seit Januar 2019 ist auch die letzte große nichtchinesische Suchmaschine Microsoft Bing gesperrt, obwohl Microsoft bei der Zensur kritischer Suchbegriffe mit Chinas Behörden kooperiert hat.

## Dienste zur Feststellung, ob eine Website in China durch dieGreat Firewallblockiert wird
| Name                             | Echtzeit | Bemerkung |
| -------------------------------- | -------- | --- |
| China Firewall & Compliance-Test | ✓        | Überprüft in Echtzeit, ob die Great Firewall of China eine Website blockiert. |
| Blocked in China                 | ✓        | Prüft, ob eine Domain DNS-vergiftet (DNS-poisoned) ist. DNS-Poisoning ist eine der Möglichkeiten, mit der Websites blockiert werden können. Andere sind IP-Blockierung und Keyword-Filterung. |
| Chinese Firewall Test            | ✓        | Prüft über eine Reihe von Servern an verschiedenen Standorten in Festland-China. |
| GreatFire                        | ✓        | Organisation zur Überwachung des Status von Websites. |
| WebSitePulse                     | ✓        | Prüft über Server in Shanghai, Peking, Guangzhou und Hongkong. |
| ProPublica                       |          | Täglicher Test, ob Websites internationaler Nachrichten-Organisationen für Browser in China zugänglich sind.                                                                                  |